# 2725 David Bender
A 2725 David Bender (ideiglenes jelöléssel 1978 VG3) a Naprendszer kisbolygóövében található aszteroida. Eleanor F. Helin és Schelte J. Bus fedezte fel 1978. november 7-én.